# Margaritopsis inconspicua
Margaritopsis inconspicua är en måreväxtart som beskrevs av Charlotte M. Taylor. Margaritopsis inconspicua ingår i släktet Margaritopsis och familjen måreväxter. Inga underarter finns listade i Catalogue of Life.